# پسوئلو د لا اردن
پسوئلو د لا اردن (به اسپانیایی: Pozuelo de la Orden) یک شهرستان در اسپانیا است که در استان وایادولید واقع شده‌است.